# 朗东新堡
朗东新堡（法語：Châteauneuf-de-Randon，法語發音：[ʃatonœf də ʁɑ̃dɔ̃]）是法国洛泽尔省的一个市镇，属于芒德区。

## 地理
朗东新堡（44°38'26"N, 3°40'31"E）面积24.49 平方千米，位于法国奧克西塔尼大區洛泽尔省，该省份为法国南部内陆省份，北起上盧瓦爾省和康塔爾省，西接阿韦龙省，南至加尔省，东临阿尔代什省。
与朗东新堡接壤的市镇（或旧市镇、城区）包括：圣让拉富尤斯、皮埃尔菲什、绍代拉克、蒙贝勒、洛贝尔、阿尔藏克德朗东。

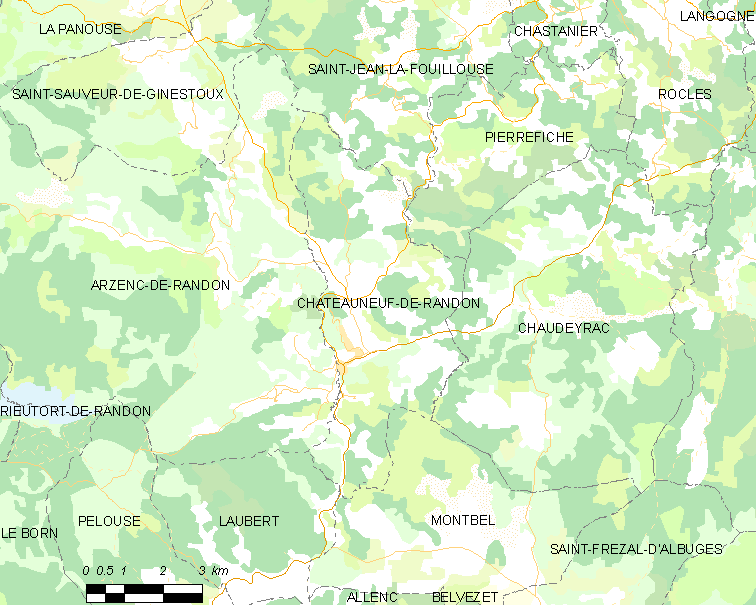
朗东新堡的OSM定位图

朗东新堡的时区为UTC+01:00、UTC+02:00（夏令时）。

## 行政
朗东新堡的邮政编码为48170，INSEE市镇编码为48043。

## 政治
朗东新堡所属的省级选区为格朗里约县。

## 人口

1962-2008年间朗东新堡人口变化图示

朗东新堡于2022年1月1日时的人口数量为518人。